# Saison 1936-1937 de la LNH
Saison précédente Saison suivante
La saison 1936-1937 est la vingtième saison régulière de la Ligue nationale de hockey (LNH). Huit équipes ont joué chacune 48 matchs et à l'issue de la saison régulière, les Red Wings de Détroit remportent la Coupe Stanley contre les Rangers de New York.
La saison 1936-1937 est la première saison au cours de laquelle un véritable trophée est remis par Frank Calder au meilleur joueur recrue de l'année. Syl Apps, des Maple Leafs de Toronto, en est le premier bénéficiaire.

## Saison régulière
Alors que la crise financière s'aggrave au sein de la Ligue nationale de hockey et que les premiers signes avant coureurs d'un nouveau dépôt de bilan se font pressentir du côté des Americans de New York, la ligue décide de ne pas perdre une troisième franchise. Elle en prend le contrôle pour la saison et le propriétaire de la franchise, Bill Dwyer, est autorisé à rester président. La saison n'est pas de tout repos pour l'équipe avec notamment la blessure de leur vedette, Roy Worters, qui le contraint à mettre un terme à sa carrière. Du côté des Maroons de Montréal, les difficultés financières les forcent à vendre leur capitaine et vedette, Hooley Smith, aux Bruins de Boston. 
Les Canadiens de Montréal qui ont terminé derniers lors de la saison précédente terminent à la première place en partie grâce au retour de Howie Morenz qui était parti aux Rangers. En janvier 1937, lors d'un match contre les Black Hawks de Chicago, il est mis en échec par le défenseur Earl Seibert. Sur le coup son patin gauche se bloque dans une imperfection de la glace et il se brise la jambe. Après avoir passé plusieurs mois à se demander s'il allait un jour pouvoir rejouer au hockey, il apprend après une radio aux rayons-X qu'il a des caillots de sang à l'intérieur de la jambe. Une opération est programmée mais la veille de celle-ci, un caillot de sang remonte jusqu'au cœur et provoque sa mort.

### Classements finaux
Les trois premières équipes de chaque division sont qualifiées pour les séries éliminatoires. Les premiers de chaque division sont directement qualifiés pour les demi-finales alors que les quatre autres équipes jouent un quart de finale.
| Clt   | Équipe                 | PJ | V  | D  | N | BP  | BC  | Pts |
| ----- | ---------------------- | -- | -- | -- | - | --- | --- | --- |
| +001, | Canadiens de Montréal  | 48 | 24 | 18 | 6 | 115 | 111 | 54  |
| +002, | Maroons de Montréal    | 48 | 22 | 17 | 9 | 126 | 110 | 53  |
| +003, | Maple Leafs de Toronto | 48 | 22 | 21 | 5 | 119 | 115 | 49  |
| +004, | Americans de New York  | 48 | 15 | 29 | 4 | 122 | 161 | 34  |

| Clt   | Équipe                 | PJ | V  | D  | N | BP  | BC  | Pts |
| ----- | ---------------------- | -- | -- | -- | - | --- | --- | --- |
| +001, | Red Wings de Détroit   | 48 | 25 | 14 | 9 | 128 | 102 | 59  |
| +002, | Bruins de Boston       | 48 | 23 | 18 | 7 | 120 | 110 | 53  |
| +003, | Rangers de New York    | 48 | 19 | 20 | 9 | 117 | 106 | 47  |
| +004, | Black Hawks de Chicago | 48 | 14 | 27 | 7 | 99  | 131 | 35  |

- Vainqueur du trophée Prince de Galles
- Qualifié pour les demi-finales des séries éliminatoires
- Qualifié pour les quarts de finale des séries éliminatoires

### Meilleurs pointeurs
| Joueur            | Équipe                | PJ | B  | A  | Pts |
| ----------------- | --------------------- | -- | -- | -- | --- |
| Schriner, Sweeney | Americans de New York | 48 | 21 | 25 | 46  |
| Apps, Syl         | Toronto               | 48 | 16 | 29 | 45  |
| Barry, Marty      | Détroit               | 48 | 17 | 27 | 44  |
| Aurie, Larry      | Détroit               | 45 | 23 | 20 | 43  |
| Jackson, Busher   | Toronto               | 46 | 21 | 19 | 40  |

## Séries éliminatoires

### Arbre de qualification
|  | Quarts de finale | Quarts de finale       | Quarts de finale | Quarts de finale      |    |                     | Demi-finales | Demi-finales | Demi-finales | Demi-finales |  |  | Finale de la Coupe Stanley | Finale de la Coupe Stanley | Finale de la Coupe Stanley | Finale de la Coupe Stanley |
|  |                  |                        |                  |                       |    |                     |              |              |              |              |  |  |                            |                            |                            |                            |
|  |                  |                        |                  |                       |    |                     |              |              |              |              |  |  |                            |                            |                            |                            |
|  |                  |                        |                  |                       |    |                     |              |              |              |              |  |  |                            |                            |                            |                            |
|  |                  |                        |                  |                       |    |                     |              |              |              |              |  |  |                            |                            |                            |                            |
|  |                  |                        |                  |                       |    |                     |              |              |              |              |  |  |                            |                            |                            |                            |
|  |                  |                        |                  |                       |    |                     |              |              |              |              |  |  |                            |                            |                            |                            |
|  | A1               | Red Wings de Détroit   | 3                | 3                     |    |                     |              |              |              |              |  |  |                            |                            |                            |                            |
|  | A1               | Red Wings de Détroit   | 3                | 3                     |    |                     |              |              |              |              |  |  |                            |                            |                            |                            |
|  |                  |                        | C1               | Canadiens de Montréal | 2  | 2                   |              |              |              |              |  |  |                            |                            |                            |                            |
|  |                  |                        |                  |                       | 2  | 2                   |              |              |              |              |  |  |                            |                            |                            |                            |
|  |                  |                        |                  |                       |    |                     |              |              |              |              |  |  |                            |                            |                            |                            |
|  |                  |                        |                  |                       |    |                     |              |              |              |              |  |  |                            |                            |                            |                            |
|  | A1               | Red Wings de Détroit   | 3                | 3                     |    |                     |              |              |              |              |  |  |                            |                            |                            |                            |
|  | A1               | Red Wings de Détroit   | 3                | 3                     |    |                     |              |              |              |              |  |  |                            |                            |                            |                            |
|  |                  |                        | A3               | Rangers de New York   | 2  | 2                   |              |              |              |              |  |  |                            |                            |                            |                            |
|  | C2               | Maroons de Montréal    | A3               | Rangers de New York   | 2  | 2                   | 2            | 2            |              |              |  |  |                            |                            |                            |                            |
|  | C2               | Maroons de Montréal    |                  |                       |    |                     |              |              |              |              |  |  |                            |                            |                            |                            |
|  | A2               | Bruins de Boston       | 1                | 1                     |    |                     |              |              |              |              |  |  |                            |                            |                            |                            |
|  | A2               | Bruins de Boston       | 1                | 1                     | C2 | Maroons de Montréal | 0            | 0            |              |              |  |  |                            |                            |                            |                            |
|  |                  |                        |                  |                       | C2 | Maroons de Montréal | 0            | 0            |              |              |  |  |                            |                            |                            |                            |
|  |                  |                        | A3               | Rangers de New York   | 2  | 2                   |              |              |              |              |  |  |                            |                            |                            |                            |
|  | C3               | Rangers de New York    | A3               | Rangers de New York   | 2  | 2                   | 2            | 2            |              |              |  |  |                            |                            |                            |                            |
|  | C3               | Rangers de New York    |                  |                       |    |                     |              | 2            |              |              |  |  |                            |                            |                            |                            |
|  | A3               | Maple Leafs de Toronto | 0                | 0                     |    |                     |              |              |              |              |  |  |                            |                            |                            |                            |
|  | A3               | Maple Leafs de Toronto | 0                | 0                     |    |                     |              |              |              |              |  |  |                            |                            |                            |                            |
|  |                  |                        |                  |                       |    |                     |              |              |              |              |  |  |                            |                            |                            |                            |

### Finale de la Coupe Stanley
| 6 avril 1937 | Rangers de New York | 5-1 | Red Wings de Détroit | Madison Square Garden |

| 8 avril 1937 | Red Wings de Détroit | 4-2 | Rangers de New York | Olympia Stadium |

| 11 avril 1937 | Red Wings de Détroit | 0-1 | Rangers de New York | Olympia Stadium |

| 11 avril 1937 | Red Wings de Détroit | 1-0 | Rangers de New York | Olympia Stadium |

| 15 avril 1937 | Red Wings de Détroit | 3-0 | Rangers de New York | Olympia Stadium |

## Honneurs remis aux joueurs et équipes

### Trophées
| Trophée           | Joueur       | Équipe                 |
| ----------------- | ------------ | ---------------------- |
| Trophée Calder    | Syl Apps     | Maple Leafs de Toronto |
| Trophée Hart      | Babe Siebert | Canadiens de Montréal  |
| Trophée Lady Byng | Marty Barry  | Red Wings de Détroit   |
| Trophée Vézina    | Normie Smith | Red Wings de Détroit   |

| Trophée                  | Équipe                |
| ------------------------ | --------------------- |
| Trophée Prince de Galles | Red Wings de Détroit  |
| Trophée O'Brien          | Canadiens de Montréal |
| Coupe Stanley            | Red Wings de Détroit  |

### Équipes d'étoiles
| Position       | Première équipe  | Première équipe        | Deuxième équipe  | Deuxième équipe        |
| Position       | Joueur           | Équipe                 | Joueur           | Équipe                 |
| -------------- | ---------------- | ---------------------- | ---------------- | ---------------------- |
| Gardien de but | Normie Smith     | Red Wings de Détroit   | Wilf Cude        | Canadiens de Montréal  |
| Défenseur      | Ebbie Goodfellow | Red Wings de Détroit   | Lionel Conacher  | Maroons de Montréal    |
| Défenseur      | Babe Siebert     | Canadiens de Montréal  | Earl Seibert     | Black Hawks de Chicago |
| Ailier gauche  | Busher Jackson   | Maple Leafs de Toronto | Sweeney Schriner | Americans de New York  |
| Centre         | Marty Barry      | Red Wings de Détroit   | Art Chapman      | Americans de New York  |
| Ailier droit   | Larry Aurie      | Red Wings de Détroit   | Cecil Dillon     | Rangers de New York    |
| Entraîneur     |                  |                        |                  |                        |